# Christine Muzio
Christine Carmen Marie Muzio (Creil, 10 maggio 1951 – Sèvres, 29 novembre 2018) è stata una schermitrice francese, vincitrice di una medaglia d'oro ed una d'argento nella scherma ai giochi olimpici.